# Almamy Touré
Almamy Touré (* 28. April 1996 in Bamako) ist ein malisch-französischer Fußballspieler. Der rechte Außenverteidiger stand zuletzt beim Zweitligisten 1. FC Kaiserslautern unter Vertrag und ist seit 2023 malischer A-Nationalspieler.

## Karriere

### Vereine
Touré begann seine Karriere in Frankreich beim FC Bourget. 2010 wechselte er zur AS Monaco, mit deren A-Jugend er in der Spielzeit 2014/15 zweimal in der Youth League spielte. Sein Debüt für die Profimannschaft gab Touré im Februar 2015 im nationalen Pokal beim 3:1-Sieg gegen Stade Rennes. Eine Woche später debütierte er beim 1:0-Sieg gegen den OGC Nizza in der Ligue 1. Am 25. Februar 2015 wurde Touré beim 3:1-Sieg im Achtelfinal-Hinspiel gegen den FC Arsenal erstmals in der Champions League eingesetzt. In der Saison 2016/17 gewann er mit Monaco die französische Meisterschaft und erreichte das Halbfinale der Champions League, in dem die Mannschaft Juventus Turin unterlag.
Ende Januar 2019 wechselte Touré zum Bundesligisten Eintracht Frankfurt, bei dem er einen Vertrag mit einer Gültigkeit bis zum 30. Juni 2023 unterschrieb. Der Franzose hatte anfangs immer wieder mit Oberschenkelproblemen zu kämpfen und kam bis zum Ende der Saison 2018/19, in der er mit seiner Mannschaft das Halbfinale der Europa League erreichte, zu lediglich 7 Bundesligaeinsätzen. In der Spielzeit 2019/20 wurde er von Adi Hütter zunächst als Innenverteidiger aufgeboten und wechselte sich in der Rückrunde mit Erik Durm, Danny da Costa und Timothy Chandler als rechter Außenbahnspieler ab. So kam Touré wettbewerbsübergreifend zu 29 Einsätzen und erreichte mit der Eintracht das Achtelfinale der Europa League sowie das Halbfinale des DFB-Pokals. Auch in der Saison 2020/21 konnte sich der Franzose keinen Stammplatz erspielen und stand bei seinen 18 Einsätzen 8-mal in der ersten Elf. Dabei qualifizierte er sich mit seiner Mannschaft als Tabellenfünfter erneut für die Europa League. Frankfurts neuer Trainer Oliver Glasner ließ in der Spielzeit 2021/22 ebenfalls Durm und Chandler den Vorzug auf der rechten Seite, in der Rückrunde kam mit der Leihe von Ansgar Knauff zudem ein weiterer Spieler in den Verein, der fortan den Stammplatz auf rechts innehatte. Als Frankfurts Innenverteidiger zum Saisonende hin häufiger ausfielen, wurde Touré als Innenverteidiger in der Dreierkette aufgeboten. So absolvierte er in der Saison 18 Pflichtspiele und erzielte in der Europa League sein erstes Tor auf internationaler Bühne. Im Wettbewerb erreichte er mit seiner Mannschaft als Gruppenerster nach Siegen in der K.o.-Runde gegen Betis Sevilla, den FC Barcelona und West Ham United das Finale. Dort stand er am 18. Mai 2022 gegen die Glasgow Rangers anstelle des verletzten Martin Hinteregger die vollen 120 Minuten auf dem Platz und gewann mit der Eintracht im anschließenden Elfmeterschießen den Titel. In der Saison 2022/23 kam Touré nicht über die Rolle des Reservespielers hinaus und verließ den Verein nach der Saison mit seinem Vertragsende.
Nach viereinhalbmonatiger Vereinslosigkeit schloss er sich Mitte November 2023 dem Zweitligisten 1. FC Kaiserslautern an. Im Sommer 2025 verließ er den Verein.

### Nationalmannschaft
Im März 2019 wurde Touré, der auch die malische Staatsbürgerschaft besitzt, erstmals in den Kader der französischen U21-Nationalmannschaft berufen. Sein Debüt gab er am 22. März 2019 beim 2:2 im Freundschaftsspiel gegen Deutschland, drei Tage später kam er bei der 0:1-Niederlage gegen Dänemark zu einem weiteren Einsatz.
Am 18. Juni 2023 gab er sein Debüt für die Nationalmannschaft Malis, als er beim Qualifikationsspiel zum Afrika-Cup gegen die Republik Kongo eingewechselt wurde.

## Erfolge
AS Monaco
- Französischer Meister: 2017

Eintracht Frankfurt
- Europa-League-Sieger: 2022